# Аржанникова, Людмила Леонидовна
Людми́ла Леони́довна Аржа́нникова (род. 15 марта 1958, Днепродзержинск) — советская, украинская и нидерландская спортсменка, стрелок из лука. Бронзовый призер XXV летних Олимпийских игр в командных соревнованиях (1992), участница XXIV и XXVI летних Олимпийских игр (1988, 1996). Двукратная чемпионка мира, двукратный серебряный и бронзовый призер чемпионата мира в личных и командных соревнованиях (1985, 1987, 1989, 1991). Семикратная чемпионка Европы, серебряный и двукратный бронзовый призер чемпионата Европы в личных и командных соревнованиях (1982, 1986, 1988, 1990, 1992, 1996). Трехкратная чемпионка Европы в помещении, бронзовый призер чемпионата Европы в помещении в личных и командных соревнованиях (1983, 1987). 
Заслуженный мастер спорта СССР (1988).

## Биография
Родилась 15 марта 1958 года в городе Днепродзержинске (ныне город Каменское), Днепропетровская область, Украинская ССР.
Заслуженный мастер спорта (1988), спортивное общество «Динамо», Новая Каховка (стрельба из лука). Окончила ЛГИФК. Аспирант. Тренерами Аржанниковой Людмилы были: Димчук В. К., Балов А. Ш., Резников В. Г. (заслуженный тренер Украины).
Проживает в Москве/Амстердаме. Замужем, мать двух детей. Награждена медалью СССР «За Трудовое отличие», Международной Федерацией по стрельбе из лука WorldArchery — призом За Достигнутое в спорте.

## Заслуги
- Серебряный призёр Чемпионата Мира в личном зачёте 1995, Чемпионка мира 1985, 1987 года в составе команды СССР, бронзовый призёр 1989 года.
- Чемпион Европы в 1986 — 1988 годах в личном и командном первенствах.
- Трёхкратный Чемпион СССР
- На Олимпийских играх 1988 года заняла IV место в личном первенстве (327 очков) и IV в составе команды.
- Бронзовый призёр игр XXV Олимпиады 1992 года в Барселоне в командном первенстве.
- Член Олимпийской сборной Голландии на играх XXVI Олимпиады 1996 года.
- Трёхкратный Чемпион Голландии